# Toshihiko Nakago
Toshihiko Nakago (中郷 俊彦, Nakagō Toshihiko), né en 1957 au Japon, Président de Systems Research & Development (SRD), est un programmeur de jeu vidéo japonais ayant principalement travaillé pour Nintendo. Selon l'ancien Président de Nintendo Satoru Iwata, il formait avec Shigeru Miyamoto et Takashi Tezuka le « triangle d'Or » de Nintendo, travaillant dès l'origine sur les licences les plus célèbres de l'entreprise telles que Super Mario Bros. et The Legend of Zelda.

## Carrière
En 1979, Nakago co-fonde Systems Research & Development (SRD) à Osaka. À l'origine SRD développait principalement des programmes de CAO ainsi qu'un logiciel de calcul bureautique programmé dénommé « Nakago ». En 1982, Nintendo était en recherche de programmeurs familiers avec la puce 8-bits 6502 qui était utilisée comme microprocesseur principal dans la console Famicom que l'entreprise s'apprêtait à lancer sur le marché. Nakago disposait d'une telle expérience, ce qui l'a amené à rencontrer Hiroshi Umemiya du département Nintendo Research & Development 2, dont la mission était de produire du matériel et des logiciels pour la Famicom (qui deviendra la NES en Europe).
C'est par ce biais que Nakago a commencé à programmer certains des premiers jeux Famicom pour R&D2, y compris l'adaptation console de la borne d'arcade Donkey Kong. Lorsque Miyamoto est nommé à la tête de Nintendo Research & Development 4 (R&D4), il signe alors un contrat avec l'entreprise SRD de Nakago pour la programmation des jeux vidéo de l'équipe de développement, qui sera plus tard popularisé sous le nom de Nintendo EAD.
Le premier jeu programmé par Nakago pour R&D4 a été Excitebike en 1984. La principale difficulté technique était liée à l'intégration d'un défilement horizontal qui permettait de faire défiler le décor pour donner une impression de mouvement tout en optimisant la faible mémoire qui était alors à disposition. Nakago travaillera ensuite sur le projet suivant de Miyamoto, le portage Famicom du jeu d'arcade Kung-Fu Master (1984), également en défilement horizontal.
Le trio Miyamoto, Tezuka et Nakago sera pour la première fois réuni pour le développement de Super Mario Bros. sorti en 1985, puis en parallèle The Legend of Zelda sorti en 1986. Les deux jeux donneront naissance aux deux grandes licences phares de Nintendo.
Son rôle au sein de Nintendo continuera à évoluer, en tant que directeur de programmation, puis superviseur et en fin de carrière en tant que conseiller, il ne sera néanmoins jamais engagé directement par Nintendo qui continuera à poursuivre sa collaboration avec son entreprise SRD. Finalement en avril 2022, SRD est racheté par Nintendo.

## Ludographie
- Donkey Kong (Nintendo Entertainment System 1983) – Programmeur
- Donkey Kong Jr. (NES 1983) – Programmeur
- Mario Bros. (NES 1983) – Programmeur
- Popeye (NES 1983) – Programmeur
- Mahjong (NES 1983) – Programmeur
- Donkey Kong Jr. Math (NES 1984) – Programmeur
- Popeye Teaches English (NES 1984) – Programmeur
- Vs. Balloon Fight (Arcade 1984) – Programmeur
- Excitebike (NES 1984) – Programmeur
- Vs. Excitebike (Arcade 1984) – Programmeur
- Kung-Fu Master (NES 1985) – Programmeur
- Ice Climber (NES 1985) – Programmeur
- Super Mario Bros. (NES 1985) – Programmeur
- Super Mario Bros.: The Lost Levels (NES 1986) – Programmeur
- The Legend of Zelda (NES 1986) – Programmeur
- Zelda II: The Adventure of Link (NES 1987) – Programmeur
- Yume Kōjō: Doki Doki Panic (NES 1987) – Programmeur
- Super Mario Bros. 3 (NES 1988) – Programmeur principal
- Super Mario World (Super Nintendo Entertainment System 1990) – Directeur de la programmation
- The Legend of Zelda: A Link to the Past (SNES 1991) – Directeur de la programmation
- The Legend of Zelda: Link's Awakening (Game Boy 1993) – Remerciements
- Super Mario All-Stars (SNES 1993) – Directeur de la programmation
- Super Mario World 2: Yoshi's Island (SNES 1995) – Réalisateur
- Marvelous: Treasure Island (SNES 1996) – Support technique
- Yoshi's Story (N64 1997) – Directeur de la programmation
- Star Fox 64 (N64 1997) – Superviseur
- The Legend of Zelda: Ocarina of Time (N64 1998) – Superviseur
- Super Mario Bros. Deluxe (Game Boy Color 1999) – Superviseur
- The Legend of Zelda: Majora's Mask (N64 2000) – Directeur de la programmation
- Super Mario World: Super Mario Advance 2 (Game Boy Advance 2001) – Superviseur
- Animal Crossing (GameCube 2001) – Remerciements
- Yoshi's Island: Super Mario Advance 3 (Game Boy Advance, 2002) – Superviseur
- The Legend of Zelda: The Wind Waker (GameCube 2002) – Superviseur
- The Legend of Zelda: Ocarina of Time Master Quest (GameCube 2002) – Superviseur
- The Legend of Zelda: Collector's Edition (GameCube 2003) – Coordination
- Super Mario 64 DS (Nintendo DS 2004) – Directeur de la programmation
- The Legend of Zelda: Four Swords Adventures (GameCube 2004) – Superviseur
- Animal Crossing: Wild World (DS 2005) – Superviseur
- New Super Mario Bros. (DS 2006) – Directeur de la programmation
- The Legend of Zelda: Twilight Princess (Wii 2006) – Superviseur
- Wii Fit (Wii 2007) – Remerciements
- Link's Crossbow Training (Wii 2007) – Directeur de projet
- The Legend of Zelda: Phantom Hourglass (DS 2007) – Superviseur
- Wii Fit Plus (Wii 2009) – Remerciements
- New Super Mario Bros. Wii (Wii 2009) – Directeur du map and level design
- The Legend of Zelda: Spirit Tracks (DS 2009) – Superviseur
- Photo Dojo (Nintendo DSi 2010) – Directeur de la programmation
- The Legend of Zelda: Skyward Sword (Wii 2011) – Superviseur
- New Super Mario Bros. 2 (3DS 2012) – Conseiller en level design
- New Super Mario Bros. U (Wii U 2012) – Conseiller en level design